# Jacky Moreau
Jacky Moreau, né le 30 mars 1949 à Cholet (Maine-et-Loire), est un entraîneur de basket-ball français, qui forme souvent un duo avec Laurent Buffard, qui remporte de nombreux titres dans le basket féminin.

## Clubs
- 1991 - 1995 :  Harouys de Nantes
- 1995 - 1999 :  Nantes-Rezé Basket 44
- 2000 - 2007 :  Union Sportive Valenciennes Olympic (assis.) (Ligue féminine de basket)
- 2007 - 2009 :  UMMC Iekaterinbourg (assis.) (Superligue)
- 2009 - 2013 :  Nantes-Rezé Basket 44 (assis.) (Ligue féminine de basket)
- 2013 - 2014 :  Basket Club Aizenay 85 (RM1)        2018 - 2019 :  Roche Vendee Basket Club  (assis.)  (Ligue féminine de basket)

## Palmarès[1]
- Euroligue : 2002, 2004
- Finaliste de l'Euroligue : 2001, 2003
- Champion de France : 2001, 2002, 2003, 2004, 2005, 2007
- Coupe de France : 2001, 2002, 2003, 2005, 2007
- Tournoi de la Fédération : 2002, 2003, 2004, 2005
- Vainqueur du Challenge Round LFB en 2010 et 2011